# Křestní sliby

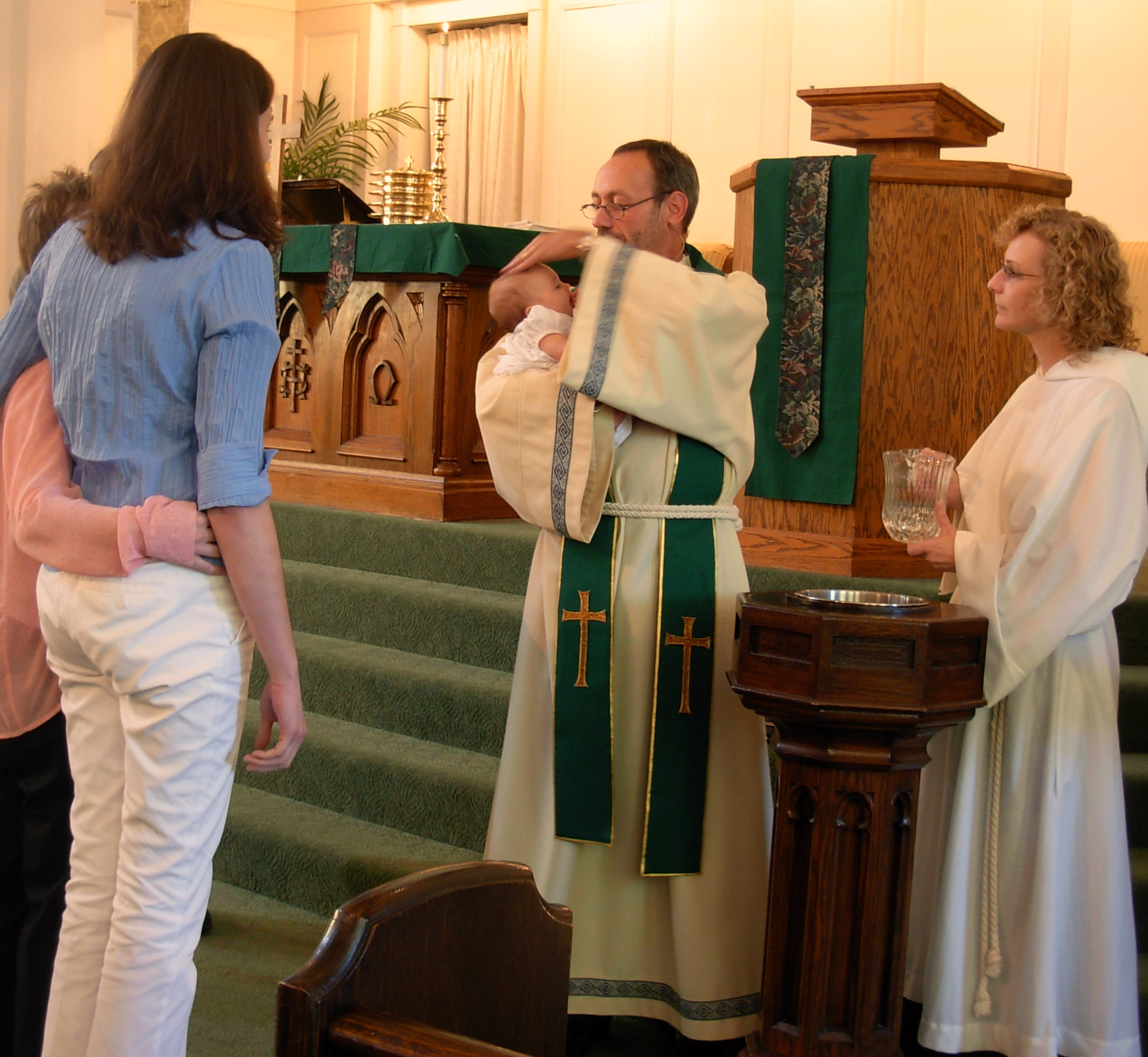
Křestní slib skládá kandidát, kmotři nebo rodiče při přijetí svátosti křtu

Křestní sliby jsou prohlášení, která se vyžadují od dospělého kandidáta křtu těsně před udělením svátosti. V případě křtu dítěte je dávají kmotři (ručitelé) nebo sami rodiče. V mnoha křesťanských denominacích se složením křestního slibu člověk stává členem církve.

## Dotazy na žadatele o křest
Podle římského ritu katolické církve jsou osobě, která má být pokřtěna položeny otázky obsahující zřeknutí se zlého a vyznání víry.
První část zformulována do jedné věty zahrnující tři dotazy: (1) „Zříkáš se ducha zla, (2) všeho, co působí, (3) i všeho, čím se pyšní?“. Na tyto otázky odpovídá dotazovaný: „Ano“. Pokud se jedná o křest v nebezpečí smrti. Pak postačí jedno „Ano“ na závěr. V případě, že se jedná o rodiče či zákonného zástupce křtěné osoby, odpovídá za křtěnce on.
Po této části následují tři otázky týkající se vyznání víry: (1) „Věříš v Boha, Otce všemohoucího, Stvořitele nebe i země?“. Odpověď: „Věřím“. (2) „Věříš v Ježíše Krista, Syna jeho jediného, Pána našeho, jenž se narodil z Marie Panny, byl ukřižován a pohřben, vstal z mrtvých a sedí po pravici Otcově?“ Odpověď: „Věřím“. (3) „Věříš v Ducha Svatého, svatou církev obecnou, společenství svatých, odpuštění hříchů, vzkříšení mrtvých a život věčný?“ Odpověď: „Věřím“.

Nedělní bohoslužba metodistů, první liturgická kniha metodismu, podobně obsahuje následující křestní sliby:
Otázka. Zříkáš se satana a všech jeho skutků, marnivé okázalosti a slávy světa se všemi jeho chtivými touhami a tělesnými žádostmi, abys je nenásledoval a nenechal se jimi vést?
Odpověď. Zříkám se jich všech.
Otázka. Věříš v Boha Otce všemohoucího, Stvořitele nebe a země? A v Ježíše Krista, jeho jednorozeného Syna, našeho Pána? A že byl počat z Ducha svatého, že se narodil z Marie Panny, že trpěl pod Pontským Pilátem, byl ukřižován, zemřel a pohřben, že sestoupil do pekel a třetího dne vstal z mrtvých, že vstoupil na nebesa a sedí po pravici Boha Otce všemohoucího a odtud opět přijde na konci světa soudit živé i mrtvé? A věříš v Ducha svatého, svatou všeobecnou církev, společenství svatých, odpuštění hříchů, vzkříšení těla a věčný život po smrti?
Odpověď. Tomu všemu pevně věřím.
Otázka. Chceš se v této víře nechat pokřtít?
Odpověď. To je mé přání.
Otázka. Budeš tedy poslušně zachovávat svatou Boží vůli a přikázání a chodit podle nich po všechny dny svého života?
Odpověď. Budu se o to snažit, Bůh je můj pomocník.

## Obnova křestních slibů
V římskokatolické církvi, luteránství a anglikánství je praxe obnovování křestních slibů více či méně rozšířená a často se děje při prvním svatém přijímání a biřmování, a také každoročně během velikonoční vigilie. Martin Luther, otec luteránských církví, navíc učil, že „máme denně obnovovat svůj křest“, a proto by věřící měli při ranním vstávání prohlásit: „Jsem pokřtěn v Krista.“ Na Silvestra konají sbory patřící k různým metodistickým konexionalistickým církvím, jako jsou United Methodist Church, Free Methodist Church a Pilgrim Holiness Church, noční bohoslužbu v podobě bohoslužby obnovy smlouvy, aby metodističtí věřící mohli každý rok osobně obnovit svou smlouvu s Bohem; této liturgii tradičně předchází modlitba a půst.